# بابک بختیاری
بابک بختیاری یک کارآفرین ایرانی است. او مؤسس برند زنجیره‌ای آیس پک در ایران و از مدیران آن است. بابک بختیاری، در سال ۱۳۸۷ به عنوان کارآفرین برتر بخش خدمات در جشنوارهٔ ملی کارآفرینانِ برتر معرفی شد. در سال ۱۳۸۸، آیس پک به عنوان یکی از صد برند برتر ایران معرفی شد. بابک بختیاری در سال ۱۳۸۷ به عنوان کارآفرین برتر استان تهران معرفی شد.  آیس پک، که بابک بختیاری آن را در ۲۹ سالگی بنیان نهاد، بزرگ‌ترین فروشگاه زنجیره‌ای ایران خوانده شده‌ است و از این لحاظ در رتبه اول قرار گرفت.

## زندگی
بختیاری دارای فوق دیپلم عمران است. او به مشاغلی نظیر مسافرکشی، گرداندن بوفه مدارس و راه‌اندازی شرکتی با سرمایهٔ خانواده‌اش و راه‌اندازی کارگاه تولید لوازم اداری پرداخت که در آنها موفقیتی به دست نیاورد. او ورشکسته شد و با ۳۰۰ میلیون چک برگشتی راهی زندان شد. بختیاری از کودکی به رقیق کردن بستنی و ریختن موز و اسمارتیز در آن علاقه داشت. او پس از سفری به چین و خوردن نوعی آبمیوه و الهام‌گیری از آن، با تبدیل ایدهٔ بستنی شُل لیوانی که با نی میل می‌شود، مغازه‌ای را در شمال تهران اجاره کرد. اولین شعبه آیس پک در سال ۱۳۸۶ توسط بابک بختیاری، در شرایطی که او ۳۰۰ میلیون بدهی داشت، در خیابان نیاوران تهران افتتاح شد. آیس پک در عرض ۶ ماه ۱۲۰ شعبه دایر کرد و هم اکنون ۵ هزار نفر در آن مشغول به کار هستند. آیس پک امروزه ۱۰ شعبهٔ خارجی در هند، امارات، کویت، مالزی و دبی دارد. وی بعد از آن برندهایی همچون چوبیک، شاندیز و ستارگان غذا را نیز به وجود آورد و اکنون در اینستاگرام مشغول برگزاری کلاس‌های مخصوص برندینگ است.

## ترک دانشگاه، مسافرکشی و کنج برگر
بختیاری ۲ سال در رشته عمران مشغول به تحصیل بود؛ اما به دلیل هزینه‌های بالای دانشگاه، رفت و آمد و همین‌طور عدم علاقه به رشته، ترک تحصیل کرد و به عنوان شغلی موقت، مسافرکشی را انتخاب نمود. پس از مدتی تصمیم به راه اندازی یک فست فود گرفت. پیکان خود را به ارزش ۲ میلیون تومان فروخت و با یکی از بستگانش برای راه اندازی فست فود کنج برگر شریک شد. این بیزنس هم با شکست روبه رو شد.

## بوفه مدرسه
پس از ورشکستگی کنج برگر و حدود ۷۰۰ هزار تومان بدهی، او بوفه مدرسه‌ای را اجاره کرد و دوباره مشغول به کار شد. کارش در بوفه مدرسه به خوبی پیش می‌رفت و از آنجایی که او از همان ابتدا رویای راه‌اندازی یک بیزنس زنجیره‌ای مانند مک‌دونالد را داشت، تصمیم گرفت بوفه سایر مدارس را هم اجاره کند.
بابک بختیاری در زمان بیکاری به خرید و فروش لوازم اداری پرداخت تا در نهایت از کار بوفه مدرسه کناره‌گیری کرد.

## آیس پک
اولین شعبه آیس پک در سال ۱۳۸۶ توسط بابک بختیاری در خیابان نیاوران تهران افتتاح شد. سپس آیس پک شعبه دوم خود را در مرکز خرید گلستان تهران دایر نمود. آیس پک بعدها با موفقیت روزافزون روبرو شد و طرح‌های دیگری توسط بختیاری به اجرا در آمدند.